# Olyra retrorsa
Olyra retrorsa är en gräsart som beskrevs av Thomas Robert Soderstrom och Fernando Omar Zuloaga. Olyra retrorsa ingår i släktet Olyra och familjen gräs. Inga underarter finns listade i Catalogue of Life.